# Border Disease

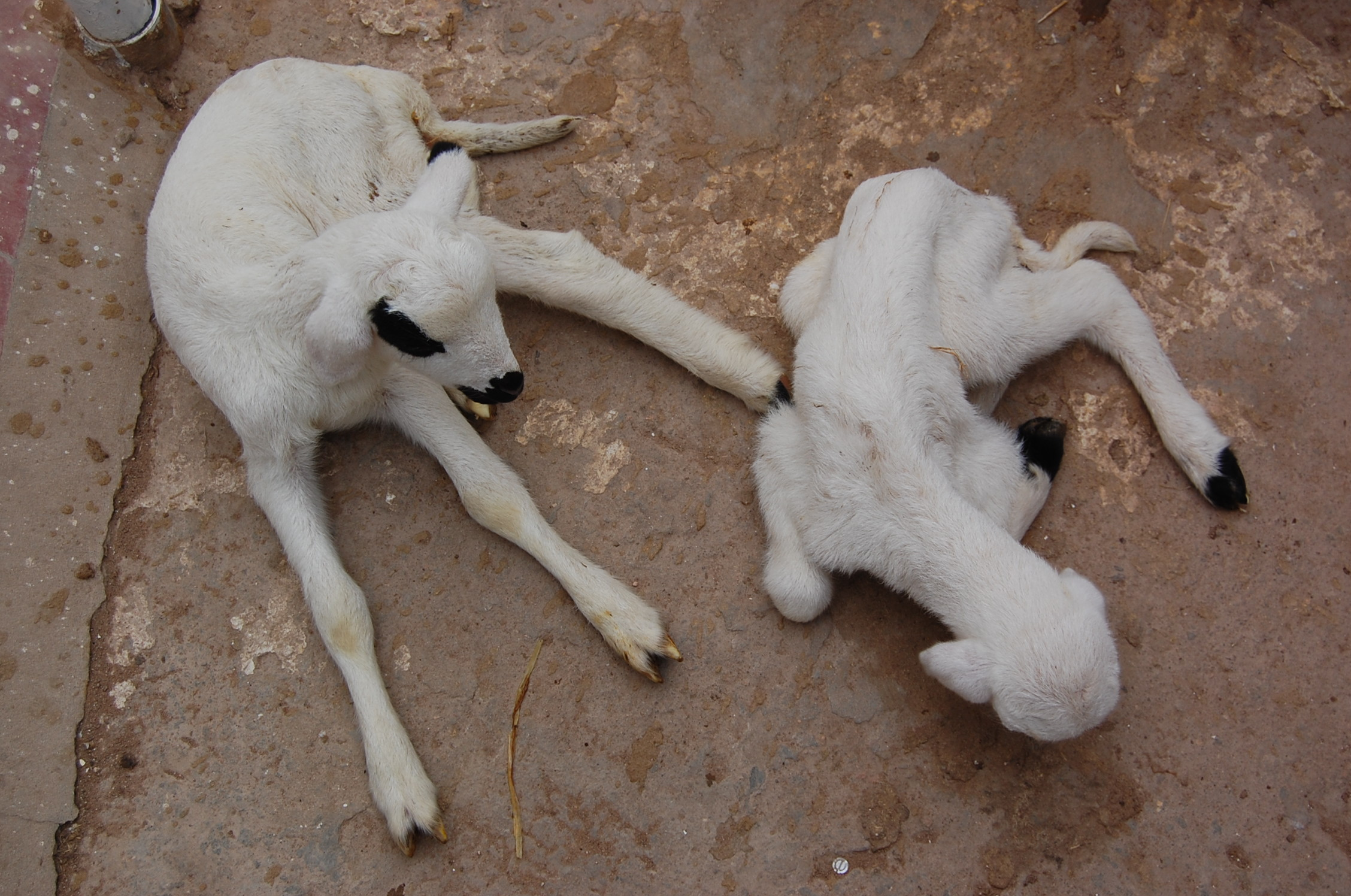
An Border Disease erkrankte stehunfähige Lämmer

Die Border Disease (engl. auch Hairy shaker disease) ist eine weltweit vorkommende, durch Flaviviren hervorgerufene Infektionskrankheit bei Schafen, seltener auch bei Kälbern und Ziegenlämmern. Der Name leitet sich vom ersten Auftreten in der Grenzregion zwischen England und Wales ab. Die Border Disease ist nur bei trächtigen Tieren von Bedeutung, die bei einer Infektion verlammen oder Lämmer mit Behaarungs- und zentralnervösen Störungen gebären, die, falls sie überleben, zu lebenslangen Virusträgern werden.

## Erreger
Der Erreger der Erkrankung ist das Border-Disease-Virus (Spezies Pestivirus ovis, früher Pestivirus D) aus der Familie der Flaviviridae, Gattung Pestivirus. Es ist eng mit dem Bovinen Virusdiarrhoe-Virus 1 und 2 (Spezies Pestivirus bovis/Pestivirus A bzw.  Pestivirus tauri/Pestivirus B) sowie dem Erreger der Klassischen Schweinepest, dem Hog-Cholera-Virus (Spezies Pestivirus suis/Pestivirus C) verwandt.
Die Ansteckung erfolgt als direkte oder indirekte Kontaktinfektion. Das Virus wird über Speichel, Kot und Urin ausgeschieden.

## Klinisches Bild
Erwachsene Tiere zeigen bei einer Infektion keine klinischen Symptome. Eine Erstinfektion trächtiger Mutterschafe vor dem 80. Trächtigkeitstag führt zu einer Infektion der Feten. Sie kann zu einem Fruchttod, Abort oder zur Geburt permanent infizierter Lämmer führen.
Permanent infizierte Lämmer zeigen bei der Geburt eine abnormale Behaarung und Muskelzuckungen (Tremor) infolge einer gestörten Myelinisierung des Zentralnervensystems. Schwer betroffene Tiere sterben zumeist kurz nach der Geburt. Geringer betroffene Lämmer können überleben und bleiben als Dauerausscheider eine Infektionsquelle für Neuerkrankungen.
Die Diagnose kann bereits klinisch gestellt werden, endgültige Sicherheit liefern eine pathologische Untersuchung und der Virusnachweis. Zur Überprüfung der Durchseuchung eines Bestands eignen sich serologische Verfahren wie Virusneutralisationstest und ELISA an Serumproben.

## Bekämpfung
Die Bekämpfung erfolgt vor allem durch Aufbau freier Bestände durch Aussortieren aller seropositiven Tiere.
In stärker durchseuchten Beständen kann ein Impfstoff eingesetzt werden. Eine weitere Möglichkeit ist die Exposition mit Virusträgern mindestens zwei Monate vor der Bedeckung.